# Niyaz Nabeev
Niyaz Gabdulkhakovitch Nabeev (en russe : Нияз Габдулхакович Набеев) est un coureur russe du combiné nordique né en 1989 et actif en compétitions internationales à partir de 2007. Il a participé à une universiade, à deux olympiades et à trois championnats du monde.
Sa meilleure performance par équipes est une troisième place obtenue à l'Universiade d'hiver de 2011 à Erzurum (Turquie).
Sa meilleure performance individuelle est une quatrième place obtenue lors de la coupe continentale 2010 à Erzurum (Turquie).
En coupe du monde, son meilleur résultat par équipes est une huitième place (Oberstdorf, janvier 2014) ; en individuel, c'est une vingt-huitième place (Kuusamo, décembre 2012).
Son meilleur résultat individuel en championnat du monde est une quarantième place obtenue à Oslo (Norvège) en 2011.
Aux Jeux olympiques, son meilleur résultat est une quarante-troisième place obtenue à Vancouver en 2010.